# Lad Pur
Lad Pur es una ciudad censal situada en el distrito de Delhi noroeste,  en el territorio de la capital nacional,  Delhi (India). Su población es de 5529 habitantes (2011). 

## Demografía
Según el censo de 2011 la población de Lad Pur era de 5529 habitantes, de los cuales 2971 eran hombres y 2558 eran mujeres. Lad Pur tiene una tasa media de alfabetización del 88,91%, superior a la media estatal del 86,21%: la alfabetización masculina es del 95,19%, y la alfabetización femenina del 81,77%.